# Llano Mamey
Llano Mamey är en ort i Mexiko.   Den ligger i kommunen San Agustín Loxicha och delstaten Oaxaca, i den sydöstra delen av landet, 500 km sydost om huvudstaden Mexico City. Llano Mamey ligger 813 meter över havet och antalet invånare är 298.
Terrängen runt Llano Mamey är huvudsakligen kuperad, men österut är den bergig. Terrängen runt Llano Mamey sluttar västerut. Runt Llano Mamey är det ganska glesbefolkat, med 39 invånare per kvadratkilometer. Närmaste större samhälle är San Agustín Loxicha, 6,2 km öster om Llano Mamey. I omgivningarna runt Llano Mamey växer huvudsakligen savannskog.